# New Pittsburg (Ohio)
New Pittsburg é um lugar designado pelo censo localizado no condado de Wayne no estado estadounidense de Ohio. No Censo de 2010 tinha uma população de 388 habitantes e uma densidade populacional de 109,19 pessoas por km².

## Geografia
New Pittsburg encontra-se localizado nas coordenadas 40° 50′ 51″ N, 82° 05′ 50″ O. Segundo o Departamento do Censo dos Estados Unidos, New Pittsburg tem uma superfície total de 3.55 km², da qual 3.53 km² correspondem a terra firme e (0.58%) 0.02 km² é água.

## Demografia
Segundo o censo de 2010, tinha 388 pessoas residindo em New Pittsburg. A densidade populacional era de 109,19 hab./km². Dos 388 habitantes, New Pittsburg estava composto pelo 98.97% brancos, 1.03% eram afroamericanos, 0% eram amerindios, 0% eram asiáticos, 0% eram insulares do Pacífico, 0% eram de outras raças e 0% pertenciam a duas ou mais raças. Do total da população 0% eram hispanos ou latinos de qualquer raça.